# Toyota Motor Manufacturing Czech Republic

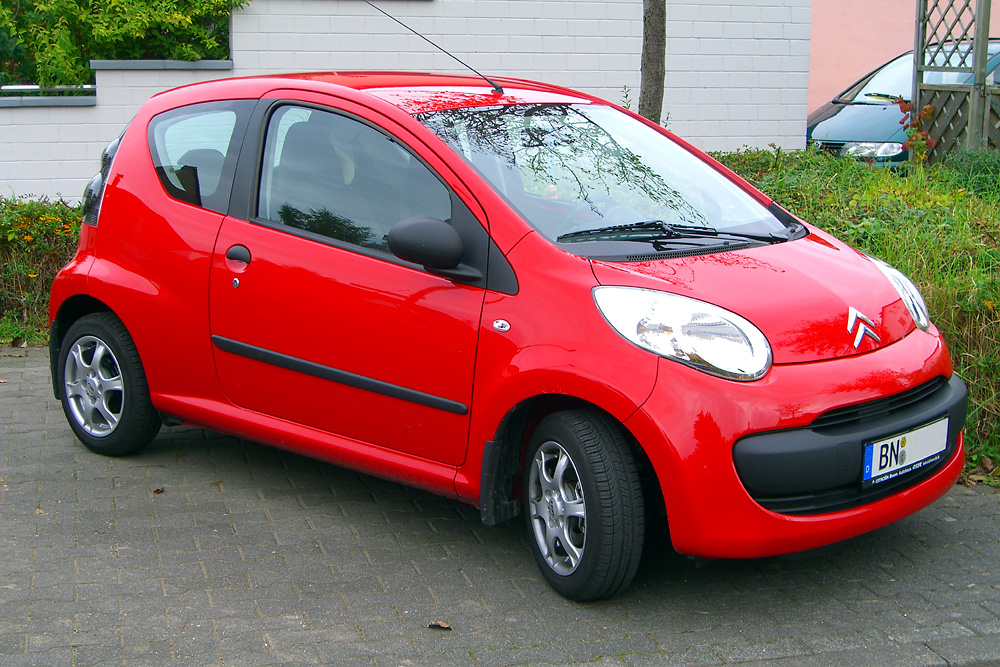
Citroën C1 w 2006 roku

Toyota Motor Manufacturing Czech Republic s.r.o. (TMMCZ) – producent samochodów zlokalizowany w Czechach, w mieście Kolín-Ovčáry, utworzony jako joint venture (Toyota Peugeot Citroën Automobile Czech, s.r.o.) pomiędzy japońską Toyota Motor Corporation i francuskim PSA (Peugeot, Citroën) powołany do produkcji małych samochodów (segmentu A) na rynek europejski. Spółkę do konstrukcji bliźniaczych modeli i budowy fabryki zawiązano w styczniu 2002 roku. Produkcja rozpoczęła się w lutym 2005, drugą zmianę uruchomiono w czerwcu, zaś trzecią w październiku 2005.
Przedsiębiorstwo zatrudnia około 3000 osób i ma zdolności produkcyjne 1050 samochodów na dzień roboczy, czyli około 300 000 samochodów rocznie, po 100 tys. na każdą z marek.
1 grudnia 2008 roku wyprodukowano milionowy samochód. Był to czerwony Citroën C1.
W fabryce produkowane są następujące modele aut:
- Citroën C1
- Peugeot 107
- Toyota Aygo